# Chelonus cereris
Chelonus cereris är en stekelart som först beskrevs av Wilkinson 1932.  Chelonus cereris ingår i släktet Chelonus och familjen bracksteklar. Utöver nominatformen finns också underarten C. c. congoanus.